# Bataille du cap Passero
Pour la bataille de 1940, voir Bataille du cap Passero (1940).
Guerre de la Quadruple-Alliance
Batailles
- Sardaigne
- Sicile
- Castellamare
- 1er siège de Palerme
- Cap Passaro
- 1er siège de Messine
- Milazzo
- Fontarrabie
- Glen Shiel
- Francavilla
- Roses
- Pensacola
- 2e prise de Messine
- Vigo
- Cap Saint-Vincent
- 2e siège de Palerme
- Sferracavallo
- La Seu d’Urgell
- Nassau
- Expédition Villasur

La bataille du cap Passero est une bataille navale livrée le 11 août 1718 au large du cap Passero entre la Grande-Bretagne et l’Espagne lors de la guerre de la Quadruple-Alliance (1718-1720). 
La flotte espagnole commandée par Antonio Gaztaneta y subit une dure défaite : 11 navires espagnols furent perdus, dont 7 capturés au cours de la chasse donnée par l'amiral George Byng, père du futur vaincu de Minorque.
Au cours de la guerre de la Quadruple-Alliance, Gaztaneta est chargée de transporter les troupes du marquis de Lede en Sardaigne et Sicile. Une fois cette mission accomplie, il poste sa flotte à proximité du cap Passero. Ses bâtiments naviguaient en ordre dispersé, et la vue d'aborder de navires britanniques n'est pas initialement perçue comme un danger, le royaume de Grande-Bretagne et l'Espagne n'étant pas officiellement en guerre. La bataille du cap Passero est un désastre pour l'Armada espagnole. 
Le vaisseau amiral de Gaztaneta est capturé, et 200 marins sont tués à son bord. Gaztaneta est blessé au pied et fait prisonnier par les Britanniques. Il est cependant rapidement relâché et n'est pas tenu pour responsable de la défaite à son retour en Espagne, la bataille étant perçue comme une attaque traître de la part des Britanniques.